# Elvis on Tour
Elvis on Tour ist eine US-amerikanische Filmdokumentation über eine Konzertreihe, die Elvis Presley im April 1972 gab. Die Erstaufführung in Deutschland fand am 23. August 1987 im Bayerischen Rundfunk statt.

## Handlung
Der Film zeichnet die Konzerttournee des Rock-’n’-Roll-Superstars Elvis Presley im April des Jahres 1972 nach. Zu sehen sind neben zahlreichen Liveauftritten auch Sequenzen, die im Backstage-Bereich und während der Ankunft und Abreise des Stars und seiner Band entstanden. Mehrmals wird durch der Konzertreihe vorangegangene Probeaufnahmen im RCA Studio A in Hollywood, Kalifornien die akribische Vorbereitung auf die Tournee beleuchtet. Zwischendurch kommt neben Elvis auch sein Vater Vernon in kurzen Interview-Sequenzen zu Wort. Durch Rückblenden wird zudem ein Blick auf den Beginn seiner Karriere und seine Zeit in Hollywood geworfen. Der Film endet mit dem Bild eines im Gedanken versunkenen, nach seinem Auftritt sichtlich erschöpften Rockstar und den Klängen seines Songs Memories.

## Produktion
Vor dem Einsetzen der Titelsequenz hört man Elvis Presley einen Spruch seines Vaters rezitieren: „Mein Vater stellte mich vor die Wahl: Entweder Elektriker oder Gitarrenspieler. Er sagte: Ich hab noch nie einen Gitarrenspieler gesehen, der sein Geld wert war.“ Hiernach setzt in der ursprünglichen Fassung eine furiose, am 30. März 1972 von Elvis Presley im Rahmen einer Probesessions aufgenommene Version des Rock-’n’-Roll-Klassikers Johnny B. Goode ein. Für die spätere DVD- und BluRay-Fassung des Filmes musste dieses Lied aus rechtlichen Gründen einer Aufnahme von Don’t Be Cruel weichen.
Die Dokumentarfilmer folgten Elvis auf einer 15-Städtetour durch die USA im Frühling 1972. Die Tournee begann in Buffalo, New York am 5. April 1972 und endete am 19. April in Albuquerque, New Mexico.
Der später als Regisseur erfolgreiche Martin Scorsese zeichnete in diesem Film insbesondere für die Split-Screen-Montagesequenzen verantwortlich.
Der Film war der letzte Leinwandauftritt Presleys.

## Lieder im Film
Im Film sind zahlreiche Songs zu hören. Neben den nachfolgend gelisteten live auf der Bühne oder im Rahmen der Probesessions vorgetragenen Liedern sind immer wieder auch sogenannte Einzeiler und Auszüge zu hören, die Elvis vor und nach den Konzerten und während der Probeaufnahmen sang, darunter finden sich Lieder wie Wandering, Rainy Night in Georgia, For the Good Times, I, John und I Need Your Loving Everyday.
Konzertsongs:
- See See Rider (9. April 1972 Evening Show [ES])
- Polk Salad Annie (9. April 1972 ES)
- Proud Mary (18. April 1972)
- Never Been to Spain (18. April 1972)
- Burning Love (18. April 1972)
- Love Me Tender (Auszüge, 9. April 1972 ES / 10. April 1972)
- Suspicious Minds (Auszüge, 9. April 1972 ES / 18. April 1972)
- Until It’s Time for You to Go (Auszug, 10. April 1972)
- Bridge over Troubled Water (14. April 1972)
- Funny How Time Slips Away (14. April 1972)
- An American Trilogy (14. April 1972)
- I Got a Woman / Amen (9. April 1972 ES)
- A Big Hunk o’ Love (9. April 1972 ES)
- You Gave Me a Mountain (9. April 1972 ES)
- Sweet, Sweet Spirit (J.D. Sumner & the Stamps Quartett, 9. April 1972 ES)
- Lawdy Miss Clawdy (9. April 1972 ES)
- Can’t Help Falling in Love (9. April 1972 ES)

Aufnahmesessions:
- Johnny B. Goode (30. März 1972) (nur in der Originalversion)
- Separate Ways (30. März 1972)
- Lead Me, Guide Me (31. März 1972)
- Bosom of Abraham (31. März 1972)

Des Weiteren sind folgende ältere Songs in Rückblenden zu hören:
- Don’t Be Cruel (Liveauftritt, The Ed Sullivan Show, 9. September 1956)
- Ready Teddy (Liveauftritt, The Ed Sullivan Show, 9. September 1956)
- That’s All Right (Master-Aufnahme, 5. Juni 1954)
- Mystery Train (Master-Aufnahme, 21. Juli 1955)
- Memories (Master-Aufnahme, 24. Juni 1968)

## Synchronisation
In der deutschen Synchronbearbeitung kam Peter Kirchberger als Voiceover-Sprecher für Elvis Presley zum Einsatz.
Der Film erschien in der deutschen Synchron-Fassung auf den folgenden Medien:
- VHS: Verleih Warner Home Video (1992, ca. 90 min.) unter dem Titel ELVIS ON TOUR
- DVD: Verleih Warner Brothers (2010, ca. 89 min.) unter dem Titel ELVIS ON TOUR
- Blu-Ray: Verleih Warner Brothers (2010, ca. 89 min.) unter dem Titel ELVIS ON TOUR

## Rezeption
Das Lexikon des internationalen Films bewertet die Inszenierung des Dokumentarfilms zwar als technisch aufwendig, auch wird den Produzenten zugestanden, „das Leben hinter der Bühne, die Atmosphäre während der Proben sowie die Auftritte in verschiedenen Städten“ eingefangen zu haben. Den „Mythos“ des Rockstars habe man jedoch trotz „Gesprächen mit Zuschauern, Band-Mitgliedern, engen Freunden des Stars und Presley selbst“ nicht erhellen können, da dies „nie mehr als Koketterie“ sei. Der „ermüdende, allenfalls für Fans interessante Film“ wolle, so die abwertende Kritik, letztlich „keinen Presley-Anhänger verprellen.“
Hiergegenüber attestiert die Zeitschrift Cinema dem Film eine „unterhaltsame Popmusik-Dokumentation“ und ein „gutes Porträt“ Presleys zu sein.

## Auszeichnungen
Elvis on Tour gewann im Jahr 1973 den Golden Globe in der Kategorie Bester Dokumentarfilm.